# Oreocarya wetherillii
Oreocarya wetherillii är en strävbladig växtart som beskrevs av Alice Eastwood. Oreocarya wetherillii ingår i släktet Oreocarya och familjen strävbladiga växter. Inga underarter finns listade i Catalogue of Life.